# 巴山 (清朝)
巴山（？—1673年），瓜爾佳氏，滿洲鑲黃旗人，世居哈達。祖巴岱，國初時率眾來歸，授世管牛彔額真。再傳至巴山。天聰五年，隨皇太極伐明，圍攻大凌河。明軍出城應戰，殺梅勒額真屯布祿、牛彔額真郎格，巴山衝入明軍陣中，取回二人屍身。六年，從征察哈爾，追至大同。還師時明軍追襲，巴山與承政圖爾格殿後。八年，授世職牛彔章京。尋擢甲喇額真（參領）。
崇德元年，隨皇太極伐朝鮮，與甲喇額真屯泰等率先破敵。三年，兼任工部理事官。從貝勒岳託侵明朝，自牆子嶺入邊，近明都，擊敗明太監馮永盛部軍隊；攻鉅鹿，所部率先登城，因功加半個前程。五年，與承政薩穆什喀、索海等伐虎爾哈部，攻掛喇爾屯。七年，隨奉國將軍巴布泰率師駐防錦州。
順治元年，滿清入關，巴山督所部步兵擊敗李自成，擢工部侍郎，進世職三等輕車都尉。二年，授梅勒額真（副都統），鎮守江寧。三年，命總管江寧駐防滿洲兵，特置總督糧儲兼理錢法，駐江寧，以協領鄂屯兼任，加戶部侍郎，以重其事。時江北諸山寨並起，皆為明守。江寧城中有人謀為明廷內應，巴山偵知，捕斬三十人。未幾，明潞安王朱誼石以二萬人分三道攻江寧，巴山會招撫大漢奸洪承疇等督兵抵禦，敗朱誼石義軍。避居嘉定的明左通政使侯峒曾已於順治二年死難，四年，侯峒曾子侯元瀞通表明魯王朱以海，取得敕書及一封黃斌卿致洪承疇的書信，但為柘林游擊陳可所獲，信中有「內殺巴、張二將」的字句，指的正是巴山及提督張大猷二人。多爾袞知道後，以敵謀設間，詔慰洪承疇，而諭獎巴山及張大猷「嚴察亂萌，公忠盡職」。六年，江南總督馬國柱討六安山區抗清義軍，巴山與張大猷殺義軍首領張福寰，鎮壓各處山寨，進三等男。是年，裁總督糧儲錢法。十一年，復錄江寧平“寇”功，進世職二等男。康熙十二年，卒。
子舒恕，襲世職。從大學士圖海討王輔臣，次平涼城北虎山墪，擊敗王輔臣軍。復從都統穆占討吳三桂，在松滋擊敗吳三桂軍，進圍雲南，屢敗吳世璠將胡國柄、劉玘龍、黃明等，又困其將馬寶、巴養元等於烏木山。論功，進世職一等。卒，子長清，改襲一等阿達哈哈番。

## 延伸阅读
[在维基数据编辑]
 《清史稿·卷243》，出自趙爾巽《清史稿》